# Inge Hansen-Schaberg
Inge Hansen-Schaberg (geboren am 11. März 1954 in Flensburg) ist eine deutsche Erziehungswissenschaftlerin.

## Leben
Inge Hansen-Schaberg studierte ab 1974 Deutsch und Biologie an der Pädagogischen Hochschule Berlin und legte 1980 und 1983 die Staatsexamina ab. Sie arbeitete danach bis 1989 an einer West-Berliner Grund- und Realschule. Hansen-Schaberg wurde 1991 mit der Dissertation Minna Specht – eine Sozialistin in der Landerziehungsheimbewegung (1918–1951). Untersuchung zur pädagogischen Biographie einer Reformpädagogin an der TU Berlin promoviert und habilitierte sich 1998 an der Universität Potsdam. Ihre Habilitationsschrift befasste sich mit dem Thema Koedukation und Reformpädagogik. Untersuchung zur Unterrichts- und Erziehungsrealität in Berliner Versuchsschulen der Weimarer Republik.
Sie wurde 1998 Privatdozentin am Institut für Erziehungswissenschaft der TU Berlin. Im Jahr 2003 wurde sie zur außerplanmäßigen Professorin ernannt. Ihre Arbeitsschwerpunkte sind Pädagogik im 20. Jahrhundert, Mädchenbildung und Koedukation, pädagogische Biographien und Kindheit, Jugend und Schule im Exil. Sie forschte über den österreichischen Pädagogen Ernst Papanek und hat seine Schriften mitherausgegeben.
Hansen-Schaberg leitete von 2001 bis 2013 die Arbeitsgemeinschaft „Frauen im Exil“ in der Gesellschaft für Exilforschung e. V., wurde 2005 deren stellvertretende Vorsitzende und war von 2013 bis zum Herbst 2022 die Vorsitzende.
Hansen-Schaberg engagiert sich seit 2016 bürgerschaftlich an ihrem Wohnsitz in Rotenburg (Wümme) als Vorsitzende des Fördervereins „Cohn-Scheune“ e. V., Jüdisches Museum und Kulturwerkstatt.

## Schriften (Auswahl)
- Minna Specht – Eine Sozialistin in der Landerziehungsheimbewegung (1918 bis 1951). Untersuchung zur pädagogischen Biographie einer Reformpädagogin. Frankfurt am Main: Lang, 1992, ISBN 3-631-44250-5
- Koedukation und Reformpädagogik. Untersuchung zur Unterrichts- und Erziehungsrealität in Berliner Versuchsschulen der Weimarer Republik. Mit einem Vorwort von Hanno Schmitt [Bildungs- und kulturgeschichtliche Beiträge für Berlin und Brandenburg, Bd. 2] Berlin: Weidler, 1999
- Rückkehr und Neuanfang. Die Wirkungsmöglichkeiten der Pädagoginnen Olga Essig, Katharina Petersen und Minna Specht im westlichen Deutschland der Nachkriegszeit. In: Jahrbuch für Historische Bildungsforschung, Bd. 1 (1993), S. 319–338
- (Hrsg.): „etwas erzählen“. Die lebensgeschichtliche Dimension in der Pädagogik. Bruno Schonig zum 60. Geburtstag. Baltmannsweiler: Schneider 1997
- mit Beate Schmeichel-Falkenberg (Hrsg.): Frauen erinnern: Widerstand, Verfolgung, Exil, 1933–1945, Tagungsband, Berlin: Weidler, 2000
- mit Bruno Schonig: Basiswissen Pädagogik. Reformpädagogische Schulkonzepte, 6 Bände, Bd. 1: Reformpädagogik – Geschichte und Rezeption, Bd. 2: Landerziehungsheim-Pädagogik, Bd. 3: Jenaplan-Pädagogik, Bd. 4: Montessori-Pädagogik, Bd. 5: Freinet-Pädagogik, Bd. 6: Waldorf-Pädagogik. Baltmannsweiler: Schneider, 2002
- (Hrsg.): Als Kind verfolgt: Anne Frank und die anderen. Berlin: Weidler, 2004 ISBN 3-89693-244-6
- mit Christian Ritzi (Hrsg.): Wege von Pädagoginnen vor und nach 1933. Baltmannsweiler: Schneider, 2004 ISBN 3-89676-768-2
- (Hrsg.): Minna Specht: Gesinnungswandel. Beiträge zur Pädagogik im Exil und zur Erneuerung von Erziehung und Bildung im Nachkriegsdeutschland [Schriften des Exils zur Bildungsgeschichte und Bildungspolitik, Bd. 2]. Frankfurt a. M.: Lang, 2005
- mit Ulrike Müller (Hrsg.): „Ethik der Erinnerung“ in der Praxis. Zur Vermittlung von Verfolgungs- und Exilerfahrungen. Wuppertal: Arco, 2005
- mit Claus-Dieter Krohn, Lutz Winckler (Hrsg.): Exilforschung. Ein internationales Jahrbuch, Band 24: Kindheit und Jugend im Exil – ein Generationenthema. München: edition text + kritik, 2006
- mit Sonja Hilzinger, Gabriele Knapp, Adriane Feustel (Hrsg.): Familiengeschichte(n). Erfahrungen und Verarbeitung von Exil und Verfolgung im Leben der Töchter. Wuppertal: Arco, 2006
- mit Maria Kublitz-Kramer, Ortrun Niethammer, Renate Wall (Hrsg.): Das Politische wird persönlich – Familiengeschichte(n) II. Wuppertal: Arco, 2007
- mit Germaine Goetzinger (Hrsg.): „Bretterwelten“. Frauen auf, vor und hinter der Bühne [Frauen und Exil, Bd. 1]. München: edition text + kritik, 2008
- mit Adriane Feustel, Gabriele Knapp (Hrsg.): Die Vertreibung des Sozialen [Frauen und Exil, Bd. 2]. München: edition text + kritik, 2009
- mit Hiltrud Häntzschel (Hrsg.): Politik – Parteiarbeit – Pazifismus in der Emigration: Frauen handeln [Frauen und Exil, Bd. 3]. München: edition text + kritik, 2010
- mit Hiltrud Häntzschel (Hrsg.): Alma Maters Töchter im Exil – zur Vertreibung von Wissenschaftlerinnen und Akademikerinnen in der NS-Zeit [Frauen und Exil, Bd. 4]. München: edition text + kritik, 2011
- (Hrsg.): Reformpädagogische Schulkonzepte, 6 Bände, Neuausgabe. Bd. 1: Reformpädagogik – Geschichte und Rezeption, Bd. 2: Landerziehungsheim-Pädagogik, Bd. 3: Jenaplan-Pädagogik, Bd. 4: Montessori-Pädagogik, Bd. 5: Freinet-Pädagogik, Bd. 6: Waldorf-Pädagogik. Baltmannsweiler: Schneider, 2012 ISBN 978-3-8340-0962-3
- mit Wolfgang Thöner, Adriane Feustel (Hrsg.): Entfernt. Frauen des Bauhauses während der NS-Zeit – Verfolgung und Exil [Frauen und Exil, Bd. 5]. München : edition text + kritik, 2012 ISBN 978-3-86916-212-6
- mit Sylvia Asmus, Germaine Goetzinger, Hiltrud Häntzschel (Hrsg.): Auf unsicherem Terrain. Briefeschreiben im Exil [Frauen und Exil, Bd. 6]. München: edition text + kritik, 2013
- mit Hildegard Feidel-Mertz (Hrsg.): Hilde Jarecki: Spielgruppen – Ein praxisbezogener Zugang. Bad Heilbrunn: Julius Klinkhardt, 2014 ISBN 978-3-7815-1977-0
- mit Irene Below, Maria Kublitz-Kramer (Hrsg.): Das Ende des Exils? Briefe von Frauen nach 1945 [Frauen und Exil, Bd. 7]. München: edition text + kritik, 2014, ISBN 3-86916-373-9
- mit Hanna Papanek, Gabriele Rühl-Nawabi (Hrsg.): Ernst Papanek: Pädagogische und therapeutische Arbeit. Kinder mit Verfolgungs-, Flucht- und Exilerfahrungen während der NS-Zeit. Wien, Köln, Weimar: Böhlau 2015
- mit Gabriele Knapp, Adriane Feustel (Hrsg.): Flüchtige Geschichte und geistiges Erbe – Perspektiven der Frauenexilforschung [Frauen und Exil, Bd. 8]. München 2015
- mit Hiltrud Häntzschel, Claudia Glunz, Thomas F. Schneider (Hrsg.): Exil im Krieg 1939–1945. Osnabrück: V & R unipress, 2016
- mit Irene Below, Hiltrud Häntzschel, Maria Kublitz-Kramer (Hrsg.): Fluchtorte – Erinnerungsorte. Sanary-sur-Mer, Les Milles, Marseille [Frauen und Exil, Bd. 10]. München: edition text + kritik, 2017, ISBN 978-3-86916-603-2
- Lisa Seiden: „Bleib immer mit deinem Bruder zusammen!“ Eine Geschichte vom „Kindertransport“. Hrsg. und mit einem Nachwort von Inge Hansen-Schaberg. Übersetzung aus dem Spanischen von Dieter Heymann. Berlin: Hentrich & Hentrich, 2018, ISBN 978-3-95565-265-4
- (Hrsg.): Weitererzählen: Die Cohn-Scheune – Jüdisches Museum und Kulturwerkstatt. Berlin, Leipzig: Hentrich & Hentrich, 2021, ISBN 978-3-95565-461-0
- mit Günter Mauritz: Hunde lieben und verstehen lernen. Eine Hundeschule für Kinder, Eltern und Großeltern. Baltmannsweiler: Schneider Verlag Hohengehren, 2. korrigierte Aufl. 2020, ISBN 978-3-8340-2094-9